# Regularna velika loža Belgije
Regularna velika loža Belgije je prostozidarska velika loža v Belgiji, ki je bila ustanovljena leta 1979.
Združuje 35 lož, ki imajo skupaj 4.500 članov.